# 帕斯蒂·埃莱梅尔
帕斯蒂·埃莱梅尔（匈牙利語：Pászti Elemér，1889年12月20日—1965年10月27日），匈牙利男子竞技体操运动员。他曾获得1912年夏季奥运会体操比赛男子团体全能银牌。他也参加了1928年夏季奥运会。